# Monterblanc
Monterblanc [mɔ̃tɛʁblɑ̃] est une commune française située dans le canton d'Elven et le département du Morbihan, en région Bretagne.

## Géographie

### Situation
Monterblanc fait partie du Parc naturel régional du golfe du Morbihan.
| Locqueltas | Plaudren    | Elven       |
|            | Monterblanc |             |
| Saint-Avé  |             | Saint-Nolff |

La commune de Monterblanc est située à une dizaine de kilomètres au nord de Vannes, sur le flanc sud des landes de Lanvaux. D'une superficie de 25 km2, la commune s'étire sur 7 km du nord au sud, sur sa plus grande longueur, et de 5,5 km d'est en ouest, sur sa plus grande largeur.
La commune est bordée au nord par l'Arz, un affluent de l'Oust et est traversée par quelques ruisseaux : ceux du Faouëdic, de Luhan, de Rudevent et de Condat.
À noter la présence sur le territoire de la commune, en totalité, de l'aérodrome de Vannes-Golfe du Morbihan et, partiellement, du camp de Meucon, une base arrière militaire créée durant la guerre franco-prussienne de 1870.
Ses habitants sont les Monterblancais et Monterblancaises.
La commune est jumelée avec celle d'Ytrac (Cantal).

### Communes limitrophes
- Plaudren à l'ouest et au nord ;
- Elven au nord-est ;
- Saint-Nolff à l'est et au sud-est ;
- Saint-Avé au sud-ouest ;
- Locqueltas à l'ouest.

### Hydrographie
Pour un article plus général, voir Réseau hydrographique du Morbihan.
La commune est située dans le bassin Loire-Bretagne. Elle est drainée par l'Arz, le ruisseau de Liziec, le Linuanten, le Faouédic, le Kergolher, le ruisseau de luhan et divers autres petits cours d'eau,.
L'Arz, d'une longueur de 66 km, prend sa source dans la commune de Plaudren et se jette  dans l'Oust à Saint-Jean-la-Poterie, après avoir traversé 15 communes. 
Le ruisseau de Liziec, d'une longueur de 21 km, prend sa source dans la commune de Elven et se jette  dans le golfe du Morbihan à Theix-Noyalo, après avoir traversé huit communes. 

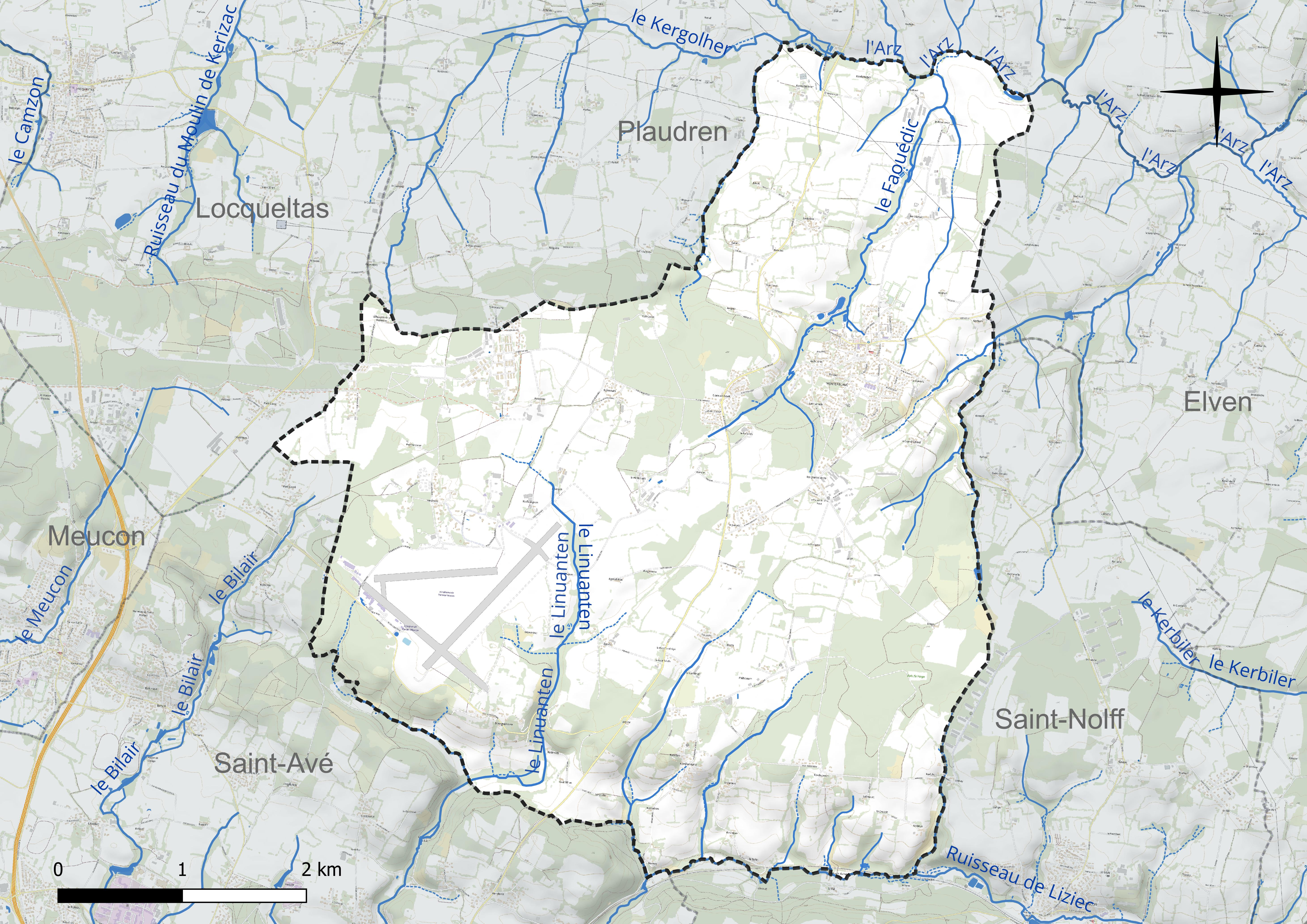
Réseau hydrographique de Monterblanc.

### Climat
Pour des articles plus généraux, voir Climat de la Bretagne et Climat du Morbihan.
En 2010, le climat de la commune est de type climat océanique franc, selon une étude du CNRS s'appuyant sur une série de données couvrant la période 1971-2000. En 2020, Météo-France publie une typologie des climats de la France métropolitaine dans laquelle la commune est exposée à un climat océanique et est dans la région climatique Bretagne orientale et méridionale, Pays nantais, Vendée, caractérisée par une faible pluviométrie en été et une bonne insolation. Parallèlement l'observatoire de l'environnement en Bretagne publie en 2020 un zonage climatique de la région Bretagne, s'appuyant sur des données de Météo-France de 2009. La commune est, selon ce zonage, dans la zone « Intérieur », exposée à un climat médian, à dominante océanique.
Pour la période 1971-2000, la température annuelle moyenne est de 11,5 °C, avec une amplitude thermique annuelle de 12,2 °C. Le cumul annuel moyen de précipitations est de 913 mm, avec 13,7 jours de précipitations en janvier et 6,5 jours en juillet. Pour la période 1991-2020, la température moyenne annuelle observée sur la station météorologique la plus proche, située sur la commune de Saint-Avé à 7 km à vol d'oiseau, est de 12,9 °C et le cumul annuel moyen de précipitations est de 1 034,4 mm,. Pour l'avenir, les paramètres climatiques de la commune estimés pour 2050 selon différents scénarios d'émission de gaz à effet de serre sont consultables sur un site dédié publié par Météo-France en novembre 2022.

## Urbanisme

### Typologie
Au 1er janvier 2024, Monterblanc est catégorisée commune rurale à habitat dispersé, selon la nouvelle grille communale de densité à sept niveaux définie par l'Insee en 2022.
Elle appartient à l'unité urbaine de Monterblanc, une unité urbaine monocommunale constituant une ville isolée,. Par ailleurs la commune fait partie de l'aire d'attraction de Vannes, dont elle est une commune de la couronne,. Cette aire, qui regroupe 47 communes, est catégorisée dans les aires de 50 000 à moins de 200 000 habitants,.

### Occupation des sols
L'occupation des sols de la commune, telle qu'elle ressort de la base de données européenne d’occupation biophysique des sols Corine Land Cover (CLC), est marquée par l'importance des territoires agricoles (63,6 % en 2018), en diminution par rapport à 1990 (64,7 %). La répartition détaillée en 2018 est la suivante :
forêts (25,8 %), terres arables (23,1 %), zones agricoles hétérogènes (21,5 %), prairies (18,9 %), zones industrielles ou commerciales et réseaux de communication (6,3 %), zones urbanisées (4,3 %). L'évolution de l’occupation des sols de la commune et de ses infrastructures peut être observée sur les différentes représentations cartographiques du territoire : la carte de Cassini (XVIIIe siècle), la carte d'état-major (1820-1866) et les cartes ou photos aériennes de l'IGN pour la période actuelle (1950 à aujourd'hui).

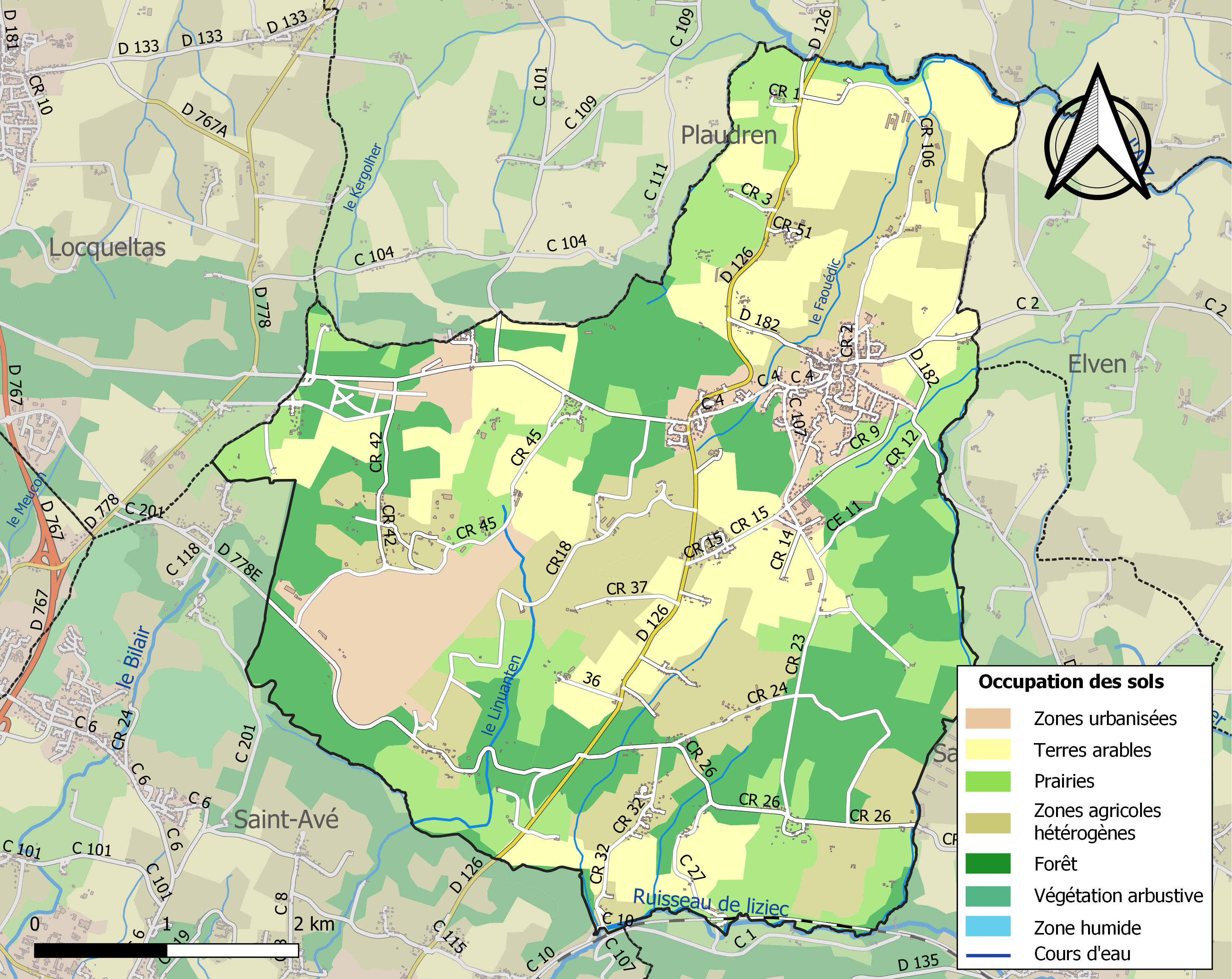
Carte des infrastructures et de l'occupation des sols de la commune en 2018 (CLC).

## Toponymie
La première mention historique du bourg pourrait être Budwere, selon une mention du cartulaire de Redon
Attesté sous les formes Monsterblanc en 1455, puis Moustoerblanc au 16e siècle.
Littéralement « moutier blanc », ancien français moustier « église, monastère » cf. Moutier, suivi de l'adjectif blanc cf. Noirmoutier. Francisation probable de l'ancien breton Mousterwenn, composé de mouster « moutier » et de wenn > gwenn « blanc ».
En breton moderne Sterùen. Ster- étant la forme contractée de Mouster, par surpression de la première syllabe de [mouster] et maintien de la seconde [ster] qui a pris une signification différente, il est devenu homophone de stêr « rivière », c'est pourquoi Sterwenn est compris « rivière blanche », Il existe la variante bretonne Mouster-wenn.

## Histoire
Les plus anciennes présences historiques attestées sur le territoire communal datent de l'âge du bronze (dépôt du Mangoro de la Madeleine). La découverte de 4 souterrains sur la commune (Le Guernevé, Kerbelaine, Kerdanéguy et Palhouarn), datant de l'âge du fer, laisse à deviner une implantation humaine plus forte.
Un monastère était desservi par des moines qui dépendaient certainement du monastère de Redon, comme semble le suggérer le cartulaire de Redon : un habitat (Budwere ?) y est mentionné en 852 pour la première fois. Ce monastère aurait été détruit durant les raids vikings au Xe siècle, le territoire est alors rattaché, au siècle suivant, à la paroisse de Plaudren.
Le territoire monterblancais, comme les paroisses voisines, prit une grande part dans la chouannerie morbihannaise. Ainsi, le 15 mars 1794, une colonne chouanne tentant de s'emparer de Vannes est défaite par les forces de la République à Mangolérian.
Le XIXe siècle voit Monterblanc, ancienne trève de la paroisse de Plaudren et dépendant de la seigneurie de l'Argoët, s'affranchir de la tutelle de ses voisines. Érigée en paroisse en 1802, elle reçoit son premier vicaire, Joseph Le Texier, en 1821.

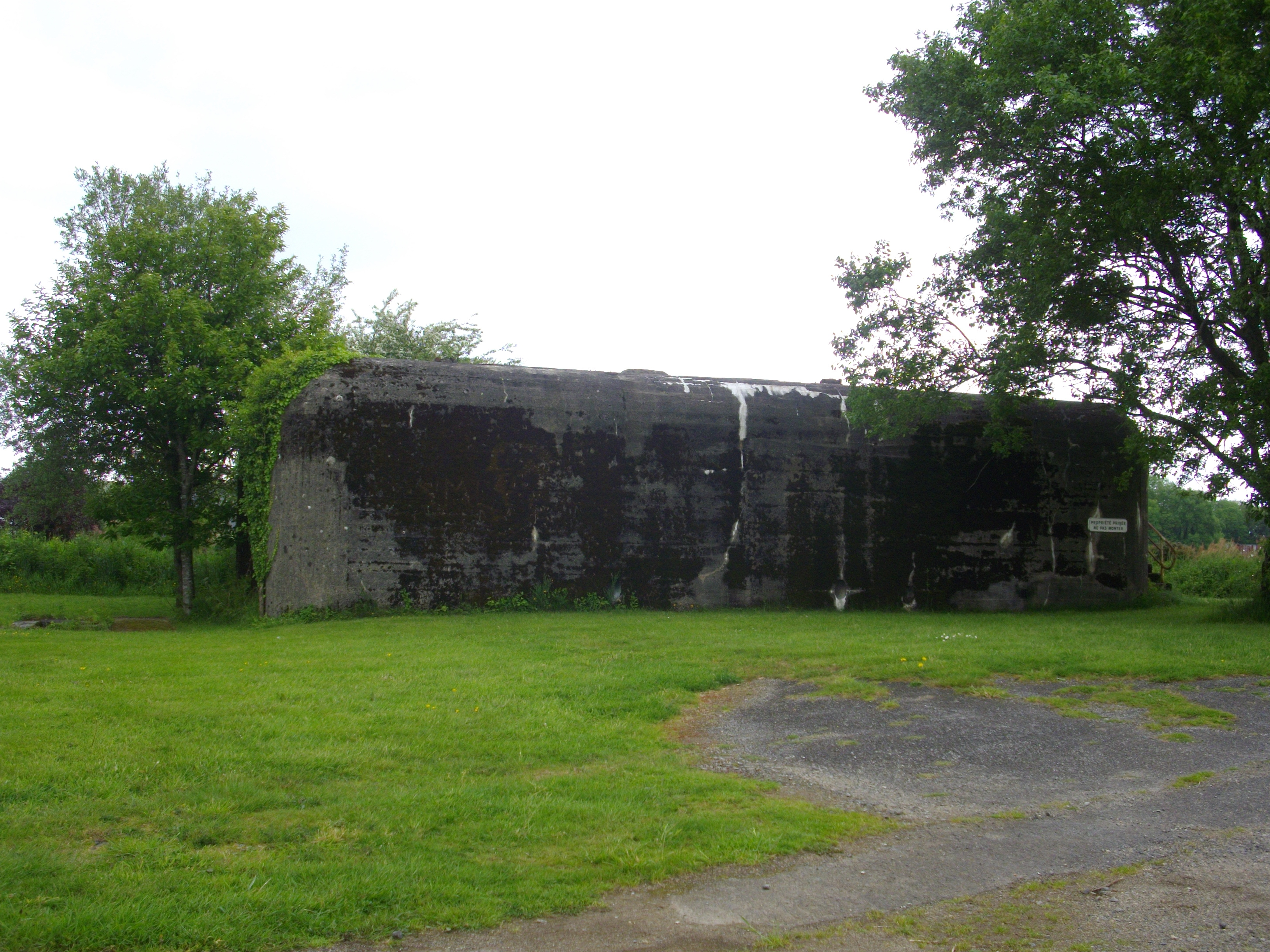
Bunker allemand sur le terrain d'aviation.

La fin du XIXe siècle et le début du XXe siècle voient la création d'infrastructures dont l'intérêt dépasse celui de la commune : le camp militaire, dit camp de Meucon, s'installe à l'ouest en 1877 et est desservi dès 1902 par le chemin de fer (ligne Vannes-Locminé), un petit aéroport complète le dispositif en 1926.Ce terrain devient une base de la Luftwaffe en 1940 pour les bombardiers Heinkel 111 du KG100 "Viking".
Depuis la réforme des cantons en 2015, la commune est dans le canton de Vannes-3 du département Morbihan (depuis 1801, elle était dans le canton d'Elven).

### Anciennes maisons nobles
À la « montre » (réunion de tous les hommes d'armes) de Vannes du 8 septembre 1464 et du 4 septembre 1481, on ne comptabilise la présence d'aucun noble de Monterblanc. Monterblanc dépendait autrefois de Plaudren.

### Temps modernes
En 1872, un trésor monétaire contenant 17 monnaies en argent datant du XVIe siècle fut trouvé par un paysan à Monterblanc. Il avait été enfoui peu après 1591, date de la monnaie la plus récente du lot (donc probablement pendant les Guerres de la Ligue et plus précisément la Huitième guerre de Religion).

## Démographie
L'évolution du nombre d'habitants est connue à travers les recensements de la population effectués dans la commune depuis 1793. Pour les communes de moins de 10 000 habitants, une enquête de recensement portant sur toute la population est réalisée tous les cinq ans, les populations de référence des années intermédiaires étant quant à elles estimées par interpolation ou extrapolation. Pour la commune, le premier recensement exhaustif entrant dans le cadre du nouveau dispositif a été réalisé en 2005.

En 2022, la commune comptait 3 342 habitants, en évolution de +2,3 % par rapport à 2016 (Morbihan : +3,82 %, France hors Mayotte : +2,11 %).
| 1793 | 1800 | 1806 | 1821 | 1831 | 1836 | 1841 | 1846 | 1851 |
| ---- | ---- | ---- | ---- | ---- | ---- | ---- | ---- | ---- |
| 831  | 944  | 894  | 921  | 911  | 928  | 913  | 966  | 976  |

| 1856  | 1861 | 1866  | 1872 | 1876 | 1881 | 1886 | 1891  | 1896  |
| ----- | ---- | ----- | ---- | ---- | ---- | ---- | ----- | ----- |
| 1 002 | 981  | 1 021 | 960  | 961  | 983  | 985  | 1 029 | 1 051 |

| 1901  | 1906  | 1911  | 1921 | 1926  | 1931 | 1936  | 1946  | 1954  |
| ----- | ----- | ----- | ---- | ----- | ---- | ----- | ----- | ----- |
| 1 026 | 1 018 | 1 035 | 974  | 1 531 | 972  | 1 045 | 1 327 | 1 172 |

| 1962 | 1968  | 1975  | 1982  | 1990  | 1999  | 2005  | 2006  | 2010  |
| ---- | ----- | ----- | ----- | ----- | ----- | ----- | ----- | ----- |
| 896  | 1 126 | 1 386 | 1 794 | 2 006 | 1 951 | 2 390 | 2 542 | 3 077 |

| 2015  | 2020  | 2022  | - | - | - | - | - | - |
| ----- | ----- | ----- | - | - | - | - | - | - |
| 3 267 | 3 311 | 3 342 | - | - | - | - | - | - |

## Culture et patrimoine
Livres et documentation sur Monterblanc:
"Vannes-Meucon l'aérodrome sous l'occupation 39-45" Mathieu FROMAGE, Frédéric NEBOUT, Frédéric HENOFF, Johann SCHMITZ

### Lieux et monuments

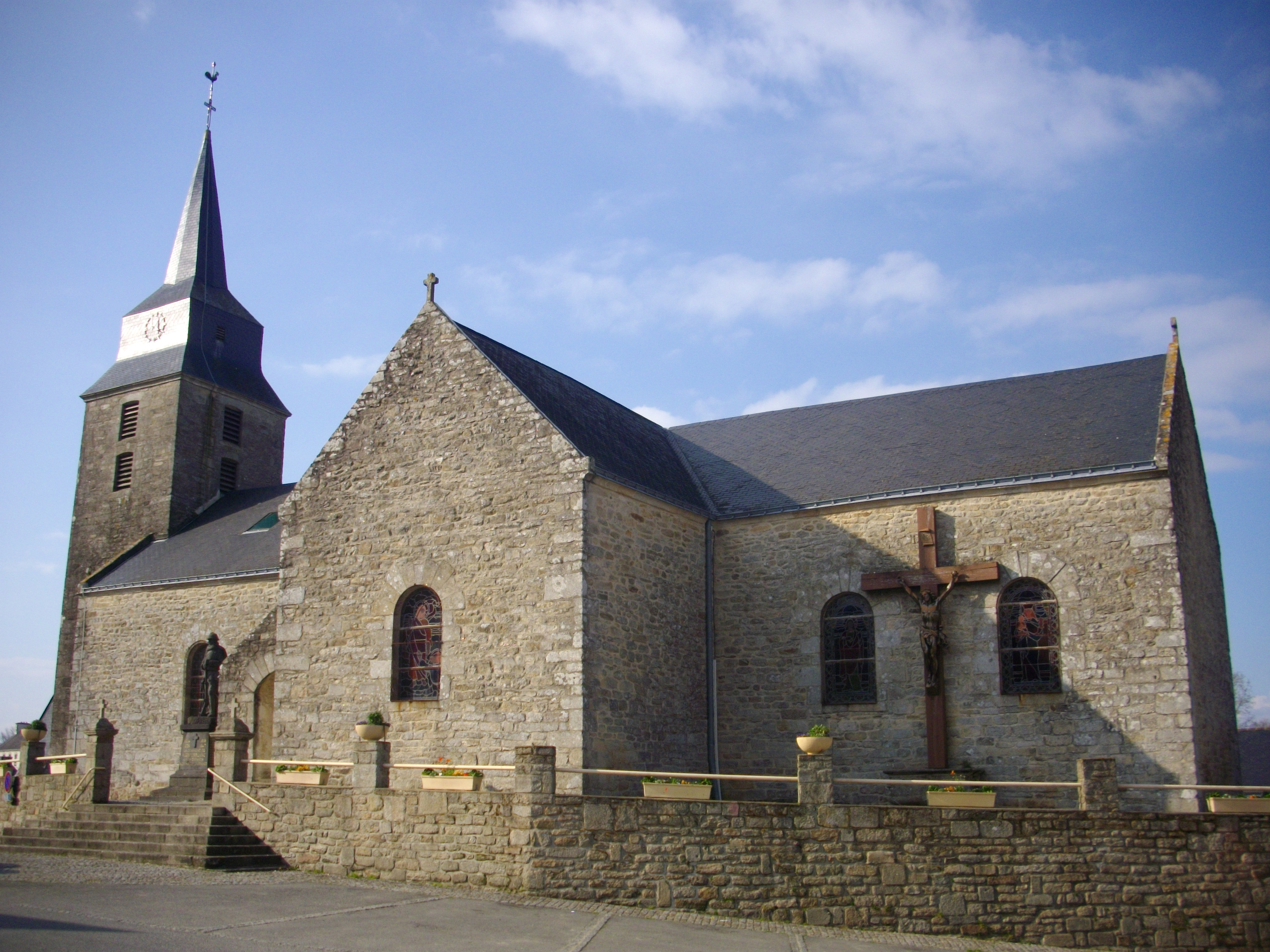
L'église Saint-Pierre.

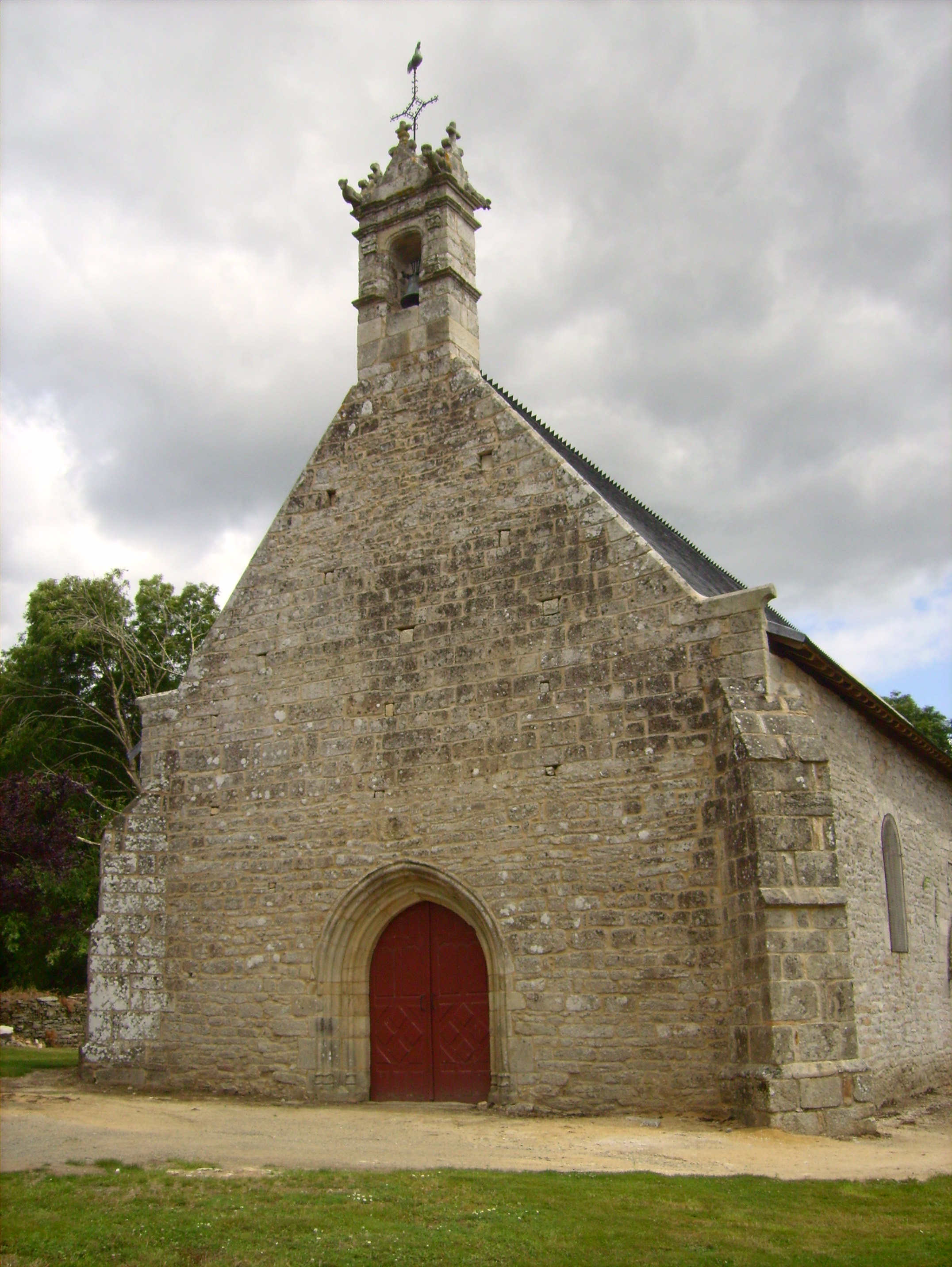
Façade de la chapelle de Mangolérian.

- Bunker archéo 56:Histoire de l'aérodrome sous l'occupation. mise en valeur du patrimoine militaire.
- L'église Saint-Pierre est du XVIIIe siècle (orgues de 1853)[21]
- La chapelle Notre-Dame ou chapelle de Mangolérian (1460,  Inscrit MH (2001)), son calvaire (XVIIe siècle, déplacé du Mangoro en 1981[21]) et sa fontaine (XVIIe siècle) située dans la vallée.
- La fontaine Saint-Pierre (XVIIe siècle).
- Le Coh Castel, ou Vieux château, (XXe siècle), manoir appartenant à la famille Fraval de Coatparquet
- Les moulins à eau du Procureur, de Largouët (disparu), du Salo
- Le moulin à vent de Monterblanc (disparu, situé au hameau des Quatre-Vents).
- Le plan d'eau communal du Govero.
- Morbihan Aero Musée: histoire de l'aérodrome de 1909 à nos jours- avions anciens - la conquête spatiale

### Héraldique
|  | Monterblanc porte: - Taillé, de sinople semé de mouchetures d’hermine de sable, et de gueules à une clef de sable versée posée en barre accompagnée en pointe d’une double arche en ogive du même ; une traverse d’argent brochante sur la partition. * Il y a là non-respect de la règle de contrariété des couleurs : ces armes sont fautives (hermine de sable sur sinople, cle et arches de sable sur gueules). - Devise : néant. |

## Personnalités liées à la commune
- Famille Fraval de Coatparquet
- Antoine Xavier Mayneaud de Pancemont (1756-1807), évêque de Vannes, est enlevé par un groupe de Chouans à Monterblanc en 1806[42].
- Lucien Le Guével (né en 1914 à Monterblanc, décédé en 1989 à Morlaix), coureur cycliste. Il participa aux tours de France 1938 et 1939.